# Apatania tsudai
Apatania tsudai är en nattsländeart som beskrevs av Schmid 1954. Apatania tsudai ingår i släktet Apatania och familjen Apataniidae. Inga underarter finns listade i Catalogue of Life.